# Вайсзеєшпиці
Вайсзеешпітце (нім. Weißseespitze) — гора у Вайсскамській групі Ецтальських Альп. Вона заввишки 3526 м над рівнем моря.